# Zaz (chanteuse)
Pour les articles homonymes, voir Geffroy et Zaz.
Ne doit pas être confondu avec Zazie.
Isabelle Geffroy, dite Zaz, née le 1er mai 1980 à Chambray-lès-Tours (Indre-et-Loire), est une chanteuse française mêlant les styles variété française, jazz, folk, pop et soul.
Elle devient connue du grand public en 2010 avec la chanson Je veux, tirée de son premier album, Zaz, et connaît dès lors le succès. Elle a publié à ce jour cinq albums studio : Zaz, Recto verso, Paris, Effet miroir et Isa, ainsi que deux albums live : Sans tsu tsou et Sur la route.

## Biographie
Elle étudie au conservatoire jusqu'à l'âge de onze ans, apprenant surtout le solfège, le violon, le piano, la guitare et le chant choral.
En 1994, à la suite du divorce de leurs parents, les trois enfants suivent leur mère à Libourne, près de Bordeaux. En 1995, l'adolescente prend des cours de chant. Pendant un an, elle suit aussi des cours de kung-fu avec un entraîneur professionnel.
En 2000, elle obtient une bourse d'études du conseil régional d'Aquitaine, ce qui lui permet d’intégrer une école de musiques actuelles : le Centre d’information et d’activités musicales (CIAM) de Bordeaux. Parmi ses influences musicales, elle cite Les Quatre Saisons de Vivaldi, les chanteuses de jazz comme Ella Fitzgerald, la chanson française, Enrico Macias, Bobby McFerrin, Richard Bona, ainsi que les rythmes afro, latino-américains et cubains.

## Carrière

### 2001-2007
Zaz débute comme chanteuse dans le groupe de blues Fifty Fingers. Elle participe aux formations musicales à Angoulême, notamment au sein d'un quintette de jazz. Elle devient l'une des quatre chanteuses d'Izar Adatz, un orchestre basque de variétés de seize personnes, à Tarnos, avec lequel elle fait des tournées pendant deux ans, surtout en Midi-Pyrénées et dans le Pays basque.
Durant cette année 2002, elle intègre un groupe de rock blues bordelais, Red Eyes, avec lequel elle écume les bals, ainsi que quelques dates en pays breton. En parallèle, elle rejoint Don Diego, un groupe qui mélange la musique française et espagnole avec des influences afro, arabo-andalouses ou latino, et qui fait les premières parties de Yuri Buenaventura et Bernard Lavilliers. Elle participe dans le cadre du groupe au festival Musiques métisses d'Angoulême.

### 2007-2012:Je veux(2010)
En 2007, Zaz répond à une annonce sur Internet du producteur et auteur-compositeur Kerredine Soltani, qui recherche une nouvelle artiste avec une voix « rauque un peu cassée ». Il lui écrit Je veux et lui trouve une société de production et un éditeur. En parallèle, elle rejoint le groupe de rap 4P : ils produisent ensemble le clip L'Aveyron en novembre 2007 et Rugby Amateur en septembre 2008. En avril 2008, elle chante un rap avec Miliaouech à Bordeaux où sont organisés des ateliers d'écriture, de chant et un grand concert mélangeant plusieurs styles. En août, elle participe au concours « Le Tremplin Génération » et rejoint le groupe Sweet Air avec lequel elle enregistre un album en public qui restera confidentiel (Sweet Air et Zaz à l'international). En décembre, elle chante en Russie à la suite d'une proposition du directeur de l'Alliance française de Vladivostok, Cédric Gras, qui l'a entendue chanter dans un piano-bar : accompagnée par le pianiste Julien Lifszyc, elle y donne 13 concerts en deux semaines.
En janvier 2009, Zaz remporte la finale de la troisième édition du concours « Le Tremplin Génération » France Bleu/Réservoir (qui se tient à Paris, à l’Olympia). Cela lui permet d'enregistrer son premier album. En avril, elle est de nouveau en tournée en Russie, cette fois de Vladivostok à travers la Sibérie jusqu'à Nijni Novgorod,, interprétant des chansons d'Édith Piaf, Jacques Brel, Charles Aznavour, Serge Gainsbourg, Joe Dassin, etc. ainsi que celles de son futur album : Je veux, Les Passants, Mon amant de Saint-Jean, Prends garde à ta langue. Elle fait ensuite une tournée en Égypte, où elle accompagne une danseuse puis, pendant un mois, fait de la musique avec un groupe latino au sein du temple de la salsa[réf. nécessaire] "Le Papagayo" à Casablanca. Fin juin, elle passe une semaine en résidence au Sentier des Halles afin de travailler la scène. Le chanteur Raphael lui propose de lui écrire des chansons. Le même été, Zaz participe au « Fuji Rock Festival » au Japon, puis continue à chanter dans les rues de Montmartre. En mai 2010, Télérama la présente comme la révélation de l'été.
Le 10 mai 2010, Zaz sort son premier album, dont elle signe la moitié des titres. Figurent également la chanson Je veux, ainsi que trois titres de Raphael (Éblouie par la nuit, Port coton et La Fée). Le premier single est Je veux.
Zaz part alors pour une tournée dans toute la France et chante également aux FrancoFolies de Montréal (Canada), à Monthey (Suisse), Bruxelles, Berlin, Milan, Chainaz-les-Frasses. En automne, elle est à la tête des hit-parades en Belgique, en Suisse et en Autriche.

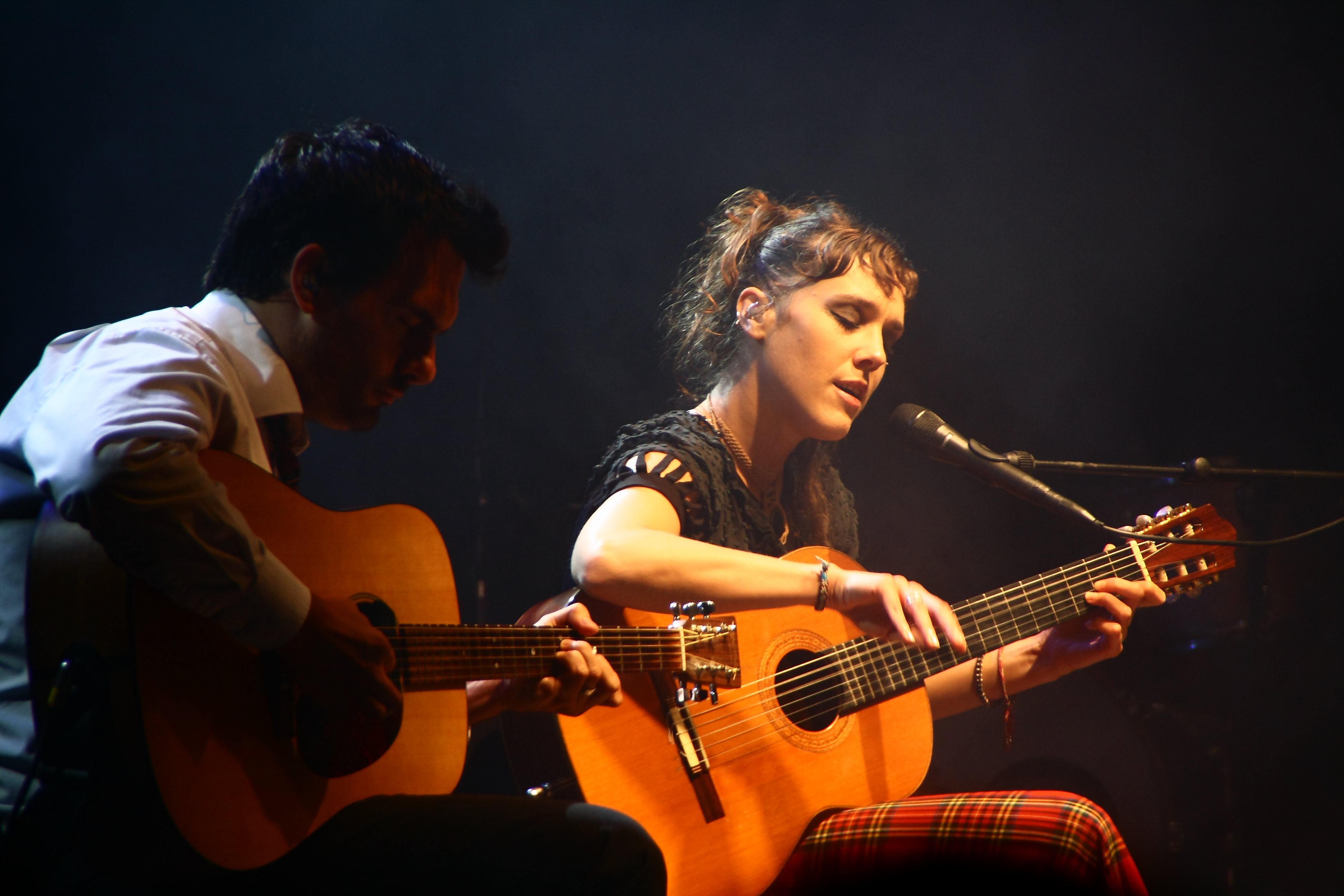
Zaz en concert en 2011.

Elle se voit décerner le prix Chanson Révélation par l’Académie Charles-Cros, la Victoire de la musique de la Chanson de l'année, ainsi que l’European Border Breakers Awards (un prix récompensant les nouveaux artistes qui connaissent le succès dans d'autres pays que le leur). En janvier 2011, Je veux est élue « Chanson de l'année 2010 préférée des Français »,, tandis que Zaz est élue « Artiste de l'année de la nouvelle scène » par les internautes du site ParisMatch.com. Elle rejoint alors la troupe des Enfoirés, rendez-vous auquel elle participe depuis 2011 sauf en 2017, 2019, 2020 et 2022.
L'album connaît également un grand succès en France : no 1 des ventes, il s'écoule à plus d'un million d'exemplaires et est rapidement certifié disque de diamant. La popularité de la chanteuse dépasse alors les frontières françaises : elle est nommée pour le Echo allemand dans la catégorie « Révélation internationale », remporte le Félix de l'Artiste francophone s'étant la plus illustrée au Québec et son album s'écoule à plus de 900 000 exemplaires à l'étranger.
En novembre 2011, elle interprète en duo La Radio qui chante sur l'album Saison 4 d'Yves Jamait. La même année, elle compose et interprète la chanson Cœur-volant, sur une musique de Howard Shore dans le film Hugo Cabret de Martin Scorsese (ce dernier trouvant que le timbre de voix de Zaz se mêle bien au Paris des années 1930).
En octobre 2012, elle gravit le mont Blanc en compagnie de ses musiciens pour chanter Je veux et deux autres titres à 4 808 m d'altitude pour une émission de télévision[réf. nécessaire] et les 150 ans de Mammut. Jean-Marc Peillex (en), maire de Saint-Gervais-les-Bains, cite ce concert dans sa liste d'exemples de mauvais comportements sur le mont Blanc,.

### 2012-2013:Recto verso(2013)
En mai 2013, Zaz sort son deuxième album, Recto Verso, porté par les titres On ira (composé par Kerredine Soltani), Si (composé par Jean-Jacques Goldman), Gamine et Comme ci, comme ça. L'album s'écoule à plus de 500 000 exemplaires en France, offrant ainsi à la chanteuse un second disque de diamant, tandis que les ventes à l'export dépassent les 300 000 exemplaires. En novembre 2013, elle reçoit le Grand Prix du répertoire Sacem à l'export. Elle commence alors une tournée internationale, passant notamment par New York, la Russie, le Japon, la Turquie et plusieurs pays d'Europe (République tchèque, Allemagne, Royaume-Uni, Grèce, Serbie, Roumanie, etc.).
La même année, son titre Éblouie par la nuit est utilisé dans la bande son du film Dead Man Down. Elle prête aussi sa voix pour le film Belle et Sébastien en y interprétant deux titres : Belle et L'Oiseau.

### 2014-2016:Paris (2014)

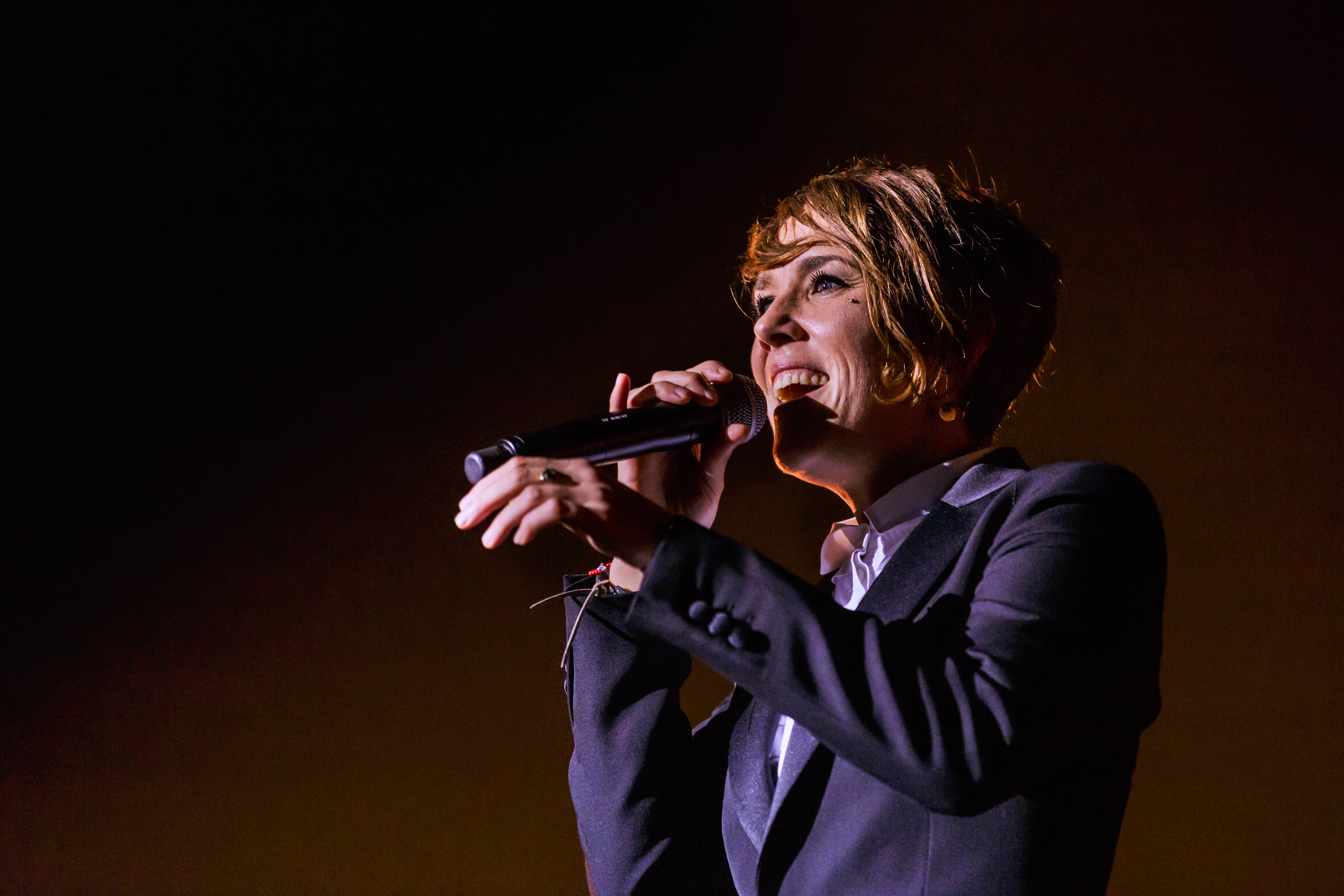
Zaz lors de sa tournée Paris à la Brest Arena en 2016.

Le 10 novembre 2014, sort un album de reprises, Paris, dont le thème commun est la joie de vivre dans la capitale française. À cette occasion, la chanteuse se livre à des duos avec Nikki Yanofsky (sur J'aime Paris), Thomas Dutronc (sur La Romance de Paris de Charles Trenet) et Charles Aznavour (sur sa propre chanson J'aime Paris au mois de mai). L'album est certifié triple disque de platine en France et s'écoule à 600 000 exemplaires dans le monde (dont la moitié à l'export). En 2015, elle organise une mini-tournée de huit concerts en Amérique latine.
En 2015, Zaz fait une tournée triomphale en Argentine, notamment à Buenos Aires, où elle est attendue par des milliers de fans, qui connaissent ses chansons par cœur, notamment 'Je veux'.
En 2016, elle participe au Festival Cultural Zacatecas (es) au Mexique,.
L'année suivante, elle organise le Crussol Festival sur le site historique du Château de Crussol, qui se déroule les 8 et 9 juillet 2017. Le festival se déroule chaque année au mois de juillet et fête en 2022 ses cinq ans.

### 2018:Effet miroir
En septembre 2018, Zaz dévoile Qué vendrá, premier extrait de l'album Effet miroir, qui paraît le 16 novembre. L'album est certifié platine et s'écoule à plus de 200 000 exemplaires en France.

### 2021:Isa
Zaz sort Imagine le 27 août 2021, premier extrait de l'album Isa, qui paraît le 22 octobre de la même année. Dès sa sortie, l'album se place en deuxième position des meilleures ventes, une place que la chanteuse n'avait pas atteint depuis 2014. Le second single est un duo avec le chanteur du groupe allemand Rammstein, Till Lindemann : Le jardin des larmes. Le 1er février 2022, sort le troisième single : Tout là-haut.

### 2022: Tournée et nouvelle édition de l'album
Une tournée internationale nommée Organique Tour débute le 8 mars 2022 au théâtre de Longjumeau[source secondaire souhaitée]. Le 27 mai, sort Animaux fragiles, un titre inédit en duo avec Ycare, extrait du futur album de ce dernier[source secondaire souhaitée].
Le 28 juillet 2022, soit neuf mois après sa sortie, l'album est certifié or avec plus de 50 000 exemplaires vendus.
La chanteuse annonce sur Facebook l'annulation de ses concerts au Québec pour cause de non-vaccination contre la Covid-19. Elle annonce que la tournée est reportée en septembre 2023.
Le 9 décembre 2022 paraît une nouvelle édition de l'album Isa, augmentée de quatre nouveaux titres[réf. souhaitée].
En février 2023, elle atteint le seuil des 5 millions d'albums vendus dans le monde (dont 3 millions en France).

## Vie privée
Discrète sur sa vie privée, Zaz révèle en 2021 s'être mariée secrètement avec un homme dont elle ne souhaite pas révéler l'identité, lui-même père d'une petite fille issue d'une précédente union.
Le 29 janvier 2025, Yann Barthès dans son émission Quotidien reprend une information alors présente sur Wikipédia indiquant que la chanteuse avait été repérée dans un cabaret de Tours. Celle-ci dément, expliquant avoir tenté de la faire supprimer en vain.

## Prises de position

### Propos sur la Covid-19
À propos de la vaccination, elle déclare dans un message posté sur Facebook : « Aujourd’hui, la question se repose et je n’ai pas d’autre solution que de vous dire ceci : je ne peux pas dire oui quand je ressens non. Ce serait bafouer ce que je suis, ne pas me respecter… Je respecte le choix de chacun et j’ai aussi mon libre arbitre à ce sujet. J’en décevrai peut-être certains mais je sais que beaucoup me comprendront ».

## Décoration
- Chevalier de l'ordre national du Mérite (nomination du 15 mai 2025)[46].

## Distinctions
| Pays      | Distinctions                          | Catégorie                                                     | Date | Résultats |
| --------- | ------------------------------------- | ------------------------------------------------------------- | ---- | --------- |
| France    | Grand Prix de l'Académie Charles-Cros | Prix Chanson Révélation                                       | 2010 | Lauréat   |
| France    | Victoire de la musique                | Meilleure chanson originale de l'année pour le single Je Veux | 2011 | Lauréat   |
| Pays-Bas  | European Border Breakers Award        | Prix EBBA                                                     | 2011 | Lauréat   |
| Allemagne | Echo Awards                           | Meilleure artiste internationale pop/rock                     | 2015 | Lauréat   |

## Discographie

### Albums studio
| Année | Titre          | Meilleure position, | Meilleure position, | Meilleure position, | Meilleure position, | Meilleure position, | Meilleure position, | Meilleure position, | Meilleure position, | Meilleure position, | Meilleure position, | Meilleure position, | Meilleure position, | Meilleure position, | Meilleure position, | Meilleure position, | Certifications                                                                                    | Ventes                       |
| Année | Titre          | France              | Autriche            | Belgique Flandre    | Belgique Wallonie   | Allemagne           | Grèce               | Italie              | Pologne             | Suisse              | Suisse Romande      | Pays-Bas            | Russie              | Tchéquie            | Espagne             | Canada              | Certifications                                                                                    | Ventes                       |
| ----- | -------------- | ------------------- | ------------------- | ------------------- | ------------------- | ------------------- | ------------------- | ------------------- | ------------------- | ------------------- | ------------------- | ------------------- | ------------------- | ------------------- | ------------------- | ------------------- | ------------------------------------------------------------------------------------------------- | ---------------------------- |
| 2010  | Zaz            | 1                   | 12                  | 51                  | 1                   | 3                   | 3                   | 19                  | 1                   | 10                  | 1                   | 56                  | 3                   | 3                   | 93                  | —                   | : 2 × Diamant · : 2 × Platine · : Platine · : 3 × Platine · : Platine · : Platine · : 2 × Platine | : 1 100 000 Export : 845 000 |
| 2013  | Recto verso    | 2                   | 4                   | 16                  | 3                   | 2                   | —                   | 74                  | 5                   | 1                   | 1                   | 73                  | —                   | 1                   | 21                  | 16                  | : Diamant · : Or · : Or · : Or · : Platine · : Platine                                            | : 550 000 Export : 300 000   |
| 2014  | Paris          | 2                   | 4                   | 8                   | 2                   | 5                   | —                   | —                   | 2                   | 3                   | 2                   | 54                  | —                   | 3                   | 17                  | 9                   | 3 × Platine · Or · : Or · : 2 × Platine · : Or                                                    | : 300 000 Export : 300 000   |
| 2018  | Effet miroir   | 3                   | 18                  | 16                  | 9                   | 3                   | —                   | —                   | 25                  | 5                   | 3                   | 63                  | —                   | 3                   | 25                  | —                   | : Platine                                                                                         | : 160 000+ Export : 160 000+ |
| 2021  | Isa            | 2                   | 10                  | 15                  | 4                   | 10                  | —                   | —                   | —                   | 5                   | —                   | —                   | —                   | —                   | 48                  | —                   | : Or                                                                                              | : 50 000                     |
| 2025  | Sains et saufs |                     |                     |                     |                     |                     |                     |                     |                     |                     |                     |                     |                     |                     |                     |                     |                                                                                                   |                              |

### Albums live
| Année | Titre         | Meilleure position, | Meilleure position, | Meilleure position, | Meilleure position, | Meilleure position, | Meilleure position, | Meilleure position, | Meilleure position, | Meilleure position, | Meilleure position, | Meilleure position, | Meilleure position, | Meilleure position, | Meilleure position, | Meilleure position, | Certifications | Ventes    |
| Année | Titre         | France              | Autriche            | Belgique Flandre    | Belgique Wallonie   | Allemagne           | Grèce               | Italie              | Pologne             | Suisse              | Suisse Romande      | Pays-Bas            | Russie              | Tchéquie            | Espagne             | Canada              | Certifications | Ventes    |
| ----- | ------------- | ------------------- | ------------------- | ------------------- | ------------------- | ------------------- | ------------------- | ------------------- | ------------------- | ------------------- | ------------------- | ------------------- | ------------------- | ------------------- | ------------------- | ------------------- | -------------- | --------- |
| 2011  | Sans tsu tsou | 24                  | —                   | —                   | 27                  | —                   | —                   | —                   | 17                  | —                   | —                   | —                   | —                   | 36                  | —                   | —                   | : Or           | : 50 000  |
| 2015  | Sur la route  | 4                   | —                   | 36                  | 10                  | —                   | —                   | —                   | 18                  | 9                   | 4                   | —                   | —                   | 8                   | 71                  | —                   | : Platine      | : 177 518 |

### Singles
| Année | Titre                                             | Meilleure position, | Meilleure position, | Meilleure position, | Meilleure position, | Meilleure position, | Meilleure position, | Meilleure position, | Meilleure position, | Meilleure position, | Meilleure position, |
| Année | Titre                                             | France              | Belgique Flandre    | Belgique Wallonie   | Suisse              | Suisse Romande      | Autriche            | Allemagne           | Pologne             | Bulgarie            | Japon               |
| ----- | ------------------------------------------------- | ------------------- | ------------------- | ------------------- | ------------------- | ------------------- | ------------------- | ------------------- | ------------------- | ------------------- | ------------------- |
| 2010  | Je veux                                           | 3                   | 34                  | 2                   | 23                  | 6                   | 16                  | 22                  | 23                  | 26                  | —                   |
| 2010  | Le Long de la route                               | 30                  | —                   | 16                  | —                   | —                   | —                   | —                   | 39                  | —                   | —                   |
| 2011  | La Fée                                            | 13                  | —                   | 7                   | —                   | —                   | —                   | —                   | 17                  | —                   | —                   |
| 2011  | Kikaseteyo, ai no uta o                           | —                   | —                   | —                   | —                   | —                   | —                   | —                   | —                   | —                   | 75                  |
| 2012  | Éblouie par la nuit                               | 29                  | —                   | 34                  | —                   | 8                   | —                   | —                   | —                   | —                   | —                   |
| 2013  | On ira                                            | 12                  | —                   | 21                  | 15                  | 8                   | 74                  | 47                  | 28                  | —                   | —                   |
| 2013  | Comme ci, comme ça                                | —                   | —                   | —                   | —                   | —                   | —                   | 31                  | —                   | —                   |                     |
| 2013  | Si                                                | 34                  | —                   | —                   | —                   | —                   | —                   | —                   | —                   | —                   | —                   |
| 2014  | Gamine                                            | 169                 | —                   | —                   | —                   | —                   | —                   | —                   | —                   | —                   | —                   |
| 2014  | Paris sera toujours Paris                         | 48                  | —                   | —                   | —                   | —                   | —                   | —                   | 26                  | —                   | —                   |
| 2014  | Les Champs-Élysées                                | 177                 | —                   | —                   | —                   | —                   | —                   | —                   | —                   | —                   | —                   |
| 2014  | Sous le ciel de Paris                             | 170                 | —                   | —                   | —                   | —                   | —                   | —                   | —                   | —                   | —                   |
| 2015  | La Parisienne                                     | —                   | —                   | —                   | —                   | —                   | —                   | —                   | —                   | —                   | —                   |
| 2015  | Si jamais j'oublie                                | 11                  | —                   | 27                  | 43                  | 4                   | —                   | —                   | 1                   | —                   | —                   |
| 2015  | Tous les cris les S.O.S.                          | 16                  | —                   | —                   | —                   | 10                  | —                   | —                   | —                   | —                   | —                   |
| 2018  | Qué vendrá                                        | 21                  | —                   | —                   | —                   | 18                  | —                   | —                   | 3                   | —                   | —                   |
| 2018  | Demain c'est toi                                  | 50                  | —                   | —                   | —                   | —                   | —                   | —                   | —                   | —                   | —                   |
| 2020  | L'Hymne de nos campagnes 2019 (de Tryo)           | 59                  | —                   | —                   | —                   | —                   | —                   | —                   | —                   | —                   | —                   |
| 2021  | Imagine                                           |                     |                     |                     |                     |                     |                     |                     |                     |                     |                     |
| 2021  | Le jardin des larmes (en duo avec Till Lindemann) |                     |                     |                     |                     |                     |                     |                     |                     |                     |                     |
| 2022  | Tout là-haut                                      |                     |                     |                     |                     |                     |                     |                     |                     |                     |                     |
| 2022  | Animaux fragiles (en duo avec Ycare)              |                     |                     |                     |                     |                     |                     |                     |                     |                     |                     |
| 2025  | Sains et saufs                                    |                     |                     |                     |                     |                     |                     |                     |                     |                     |                     |
| 2025  | Je pardonne                                       |                     |                     |                     |                     |                     |                     |                     |                     |                     |                     |
| 2025  | Mon cœur tu es fou                                |                     |                     |                     |                     |                     |                     |                     |                     |                     |                     |

### Participations
- 2011 : La Ballade des gens heureux : duo avec Gérard Lenorman sur l'album Duos de mes chansons de Gérard Lenorman
- 2011 : La Radio qui chante : duo avec Yves Jamait sur l'album Saison 4 d'Yves Jamait
- 2012 : reprise de Pas l'indifférence de Jean-Jacques Goldman sur la compilation Génération Goldman
- 2013 : Belle / L'Oiseau : bande originale du film Belle et Sébastien
- 2014 : Le chemin de Pierre pour la fondation Abbé Pierre
- 2014 : reprise de Petite Marie de Francis Cabrel sur la compilation Les Enfants du Top 50
- 2015 : reprise de Hygiaphone sur la compilation Ça c'est vraiment nous en hommage au groupe Téléphone
- 2015 : reprise de Il est cinq heures, Paris s'éveille de Jacques Dutronc sur la compilation Joyeux anniversaire M'sieur Dutronc
- 2015 : Appât de velours : duo avec Alex Renart sur l'album Tempête de Fables
- 2015 :  Je me suis fait tout petit : duo avec Yuri Buenaventura sur l'album Paroles
- 2016 : reprise de Tous les cris les SOS sur la compilation Balavoine(s) en hommage à Daniel Balavoine
- 2016 : Demain de bon matin : duo avec Boulevard des Airs sur l'album Bruxelles de Boulevard des airs
- 2016 : Zéro de conduite : duo avec Véronique Sanson sur l'album Dignes, dingues, donc... de Véronique Sanson
- L'Oiseau : bande originale du film Belle et Sébastien : L'aventure continue
- Toi et moi XXV avec Tryo sur l'album XXV
- L'Hymne de nos campagnes 2019 (single) de Tryo ft. Bigflo et Oli, Claudio Capéo, Gauvain Sers, Sylvain Duthu (de Boulevard des Airs), LEJ et Vianney sur XXV
- 2020 : Et demain ? (Et demain ? Le collectif)

## Émissions de télévision
- 2025 : The Voice : La Plus Belle Voix : coach[84]